# Procrustes

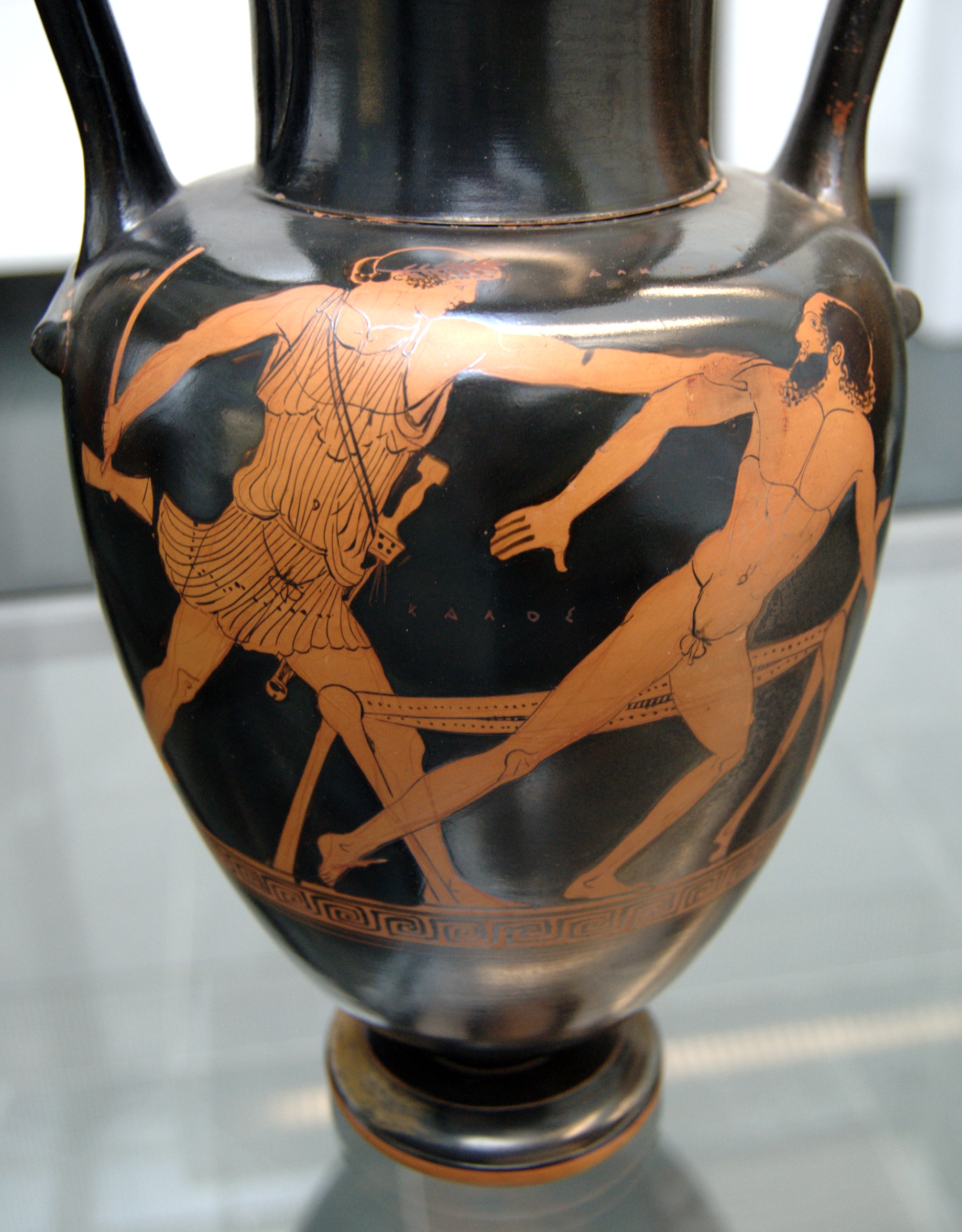
Theseus legt Prokroústês op zijn eigen bed

Procrustes (Oudgrieks Προκρούστης / Prokroústês) was de bijnaam van een herbergier in de omtrek van Eleusis, die door sommigen Polyphemon, maar meestal Damastes wordt genoemd.
Het woord Prokroústês beduidt "uitrekker".
Procrustes nodigde voorbijkomende reizigers uit om bij hem te overnachten. Als ze op zijn uitnodiging ingingen, en zich te ruste hadden begeven, kwam Procrustes kijken of zijn gast in het bed paste. Meestal was dat niet zo. Was een gast nu te kort, dan rekte hij zijn ledematen met geweld uit, was hij te lang, dan hakte de gastheer er een stuk van af. Meestal eindigde deze behandeling met de dood, zodat Procrustes de bezittingen van de reiziger kon roven.
Volgens variaties van het verhaal had de moordzuchtige rover twee bedden van verschillende lengte, en bood hij zijn gast steeds een bed aan dat niet paste. Ook wordt verteld dat de lengte van het bed instelbaar was en dat hij het bed in het geheim verstelde voordat de gast naar bed ging, zodat hij er altijd zeker van was dat de gast niet in het bed zou passen.
Theseus doodde Procrustes aan de oevers van de Kephissos door hem het lot te doen ondergaan, dat hij zo menige vreemdeling had bereid.
Procrustes heeft zijn naam gegeven aan Procrustes-analyse, een veelgebruikte eerste stap in de statistische analyse van meerdimensionale vormen. De vormen worden door middel van een vorm-bewarende Euclidische transformatie bewerkt, zodat ze geen onderlinge verschillen in translatie, rotatie en schaal meer vertonen. Ook de uitdrukking "op een Procrustesbed leggen" is afkomstig van deze mythe, en duidt op het zich bevinden in een pijnlijke of onmachtige positie. 

## Antieke bronnen
- Apollodorus, Epitome I 4.
- Diodorus van Sicilië, Bibliotheca historia IV 59.5.
- Hyginus, Fabulae XXXVIII.
- Pausanias, Beschrijving van Griekenland I 38.5.
- Plutarchus, Theseus 11.
- Xenophon, Memorabilia II 1.14.